# Bridgewater (New Hampshire)
Bridgewater – miasto w Stanach Zjednoczonych, w stanie New Hampshire, w hrabstwie Grafton.